# HMS Speedy (J17)
Pour les autres navires du même nom, voir HMS Speedy.
Le HMS Speedy (pennant number J17) est un dragueur de mines de la classe Halcyon construit pour la Royal Navy dans les années 1930 et utilisé pendant la Seconde Guerre mondiale

## Construction
Le Speedy est commandé le 26 août 1937 pour le chantier naval de William Hamilton & Company de Port Glasgow en Ecosse. La pose de la quille est effectuée le 1er décembre 1937, le Speedy est lancé le 23 novembre 1938 et mis en service le 7 avril 1939.
La classe Halcyon est conçue pour remplacer la classe Hunt précédente et varie en taille et en propulsion en fonction de sa construction.
Après la fabrication des 5 premiers Halcyon, et ses 2 exemplaires d'une variante, le deuxième groupe de 14 navires dont fait partie ce navire est lancé avec comme principale modification sa propulsion. Ils déplacent 828 t à charge standard et 1 311 t à pleine charge. Les navires ont une longueur totale de 74,75 m comme la variante de la première série, un maître-bau de 10,21 m et un tirant d'eau de 2,7 m.
Ils sont propulsés par deux turbines à vapeur Parsons (alors que la première série des Halcyon possédait des machines à vapeur verticales compound ou triple expansion), chacune entraînant un arbre, utilisant la vapeur fournie par deux chaudières à trois cylindres Admiralty. Les moteurs produisent un total de 1 750 ch  (2 370 kW) et donnent une vitesse maximale de 16,5 nœuds (30,6 km/h). Il transporte au maximum 247 t de mazout, ce qui lui donne un rayon d'action de 7 200 milles marins (13 300 km) à 10 nœuds (19 km/h).  L'effectif du navire est composé de 80 officiers et hommes d'équipage.
Cette deuxième série de la classe Halcyon est armée de deux canons de marine de 4 pouces QF Mk V (102 mm) avec un montage HA Mk.III à angle élevé. Il est également équipé de huit mitrailleuses Lewis de .303 British (7,7 mm), ainsi d'un support quadruple pour les mitrailleuses Vickers de 12,7 mm est rajouté. Plus tard, dans sa carrière, il est rajouté jusqu'à quatre supports simples ou doubles pour les canons antiaérien Oerlikon de 20 mm. Pour le travail d'escorte, son équipement de dragage de mines pouvait être échangé contre environ 40 charges de profondeur.

## Histoire

### Seconde Guerre mondiale
Au début de la Seconde Guerre mondiale, le Speedy est à Scapa Flow avec la Home Fleet, et est employé dans les eaux nationales et nordiques pendant les deux premières années et demie d'hostilités.
En octobre 1941, le Speedy aide à escorter l'un des premiers convois de l'Arctique: le convoi PQ 2 vers Arkhangelsk, en Russie du Nord. Le convoi arrive sans perte. Basé à Mourmansk, il participe ensuite à diverses opérations de dragage de mines et de lutte anti-sous-marine dans les eaux de la Russie du Nord jusqu'en janvier 1942.
Dans la nuit du 17 décembre 1941, alors qu'il effectue un dragage anti-sous-marin en compagnie du Hazard (J02), il est attaqué par quatre grands destroyers allemands (Z23, Z24, Z25 et Z27) à 14 miles au nord-est du cap Gorodetski. Bien qu'il ait été touché, il réussit à s'enfuir grâce à la mauvaise visibilité. Le Speedy arrive à Scapa Flow le 14 janvier 1942, puis il est réparé et remis en état dans un chantier naval londonien. En avril, il escorte un autre convoi russe PQ 14, mais le 12, il est endommagé par les glaces et est réparé à Immingham.
Son prochain service consiste à escorter un important convoi de Malte (Convoi Harpoon) vers la Méditerranée dans le cadre de l'Opération Harpoon. Le 15 juin 1942, l'un des membres du convoi, le pétrolier britannique Kentucky est attaqué par un avion. Le Speedy le prend en remorque, mais en raison des risques encourus de retarder le convoi, le Kentucky doit être coulé par ses propres escortes. Pendant plus de douze mois, le Speedy reste à Malte et, après l'invasion alliée de l'Afrique du Nord au cours de l'opération Torch en novembre 1942, il contribue à nettoyer la route des convois de ravitaillement qui ont apporté un soulagement si bienvenu à l'île.
Le 15 mai 1943, alors que Speedy est engagé dans le nettoyage du chenal nord-est de Malte, il est gravement endommagé par une mine à quatre miles au large du phare de St Elmo, et est remorqué dans le port de Malte avec douze victimes dont deux morts et deux disparus. Après des réparations temporaires, il rentre en Angleterre en août 1943 et est désarmé à l'arsenal de Sheerness (Sheerness Dockyard) jusqu'à la fin du mois de mars 1944. Malheureusement, des défauts récurrents le maintiennent dans les mains de l'arsenal du début juin à la fin septembre 1944, période pendant laquelle il n'a été opérationnel que pendant trois jours.
Au cours de l'été 1944, le Speedy opère depuis Portsmouth avec la 1re Flottille de dragage de mines (First Minesweeping Flotilla ou 1MSF) qui nettoie les canaux d'approvisionnement de l'armée vers la France. En octobre, alors que l'armée avance sur le continent et qu'Anvers tombe, le Speedy et la 1MSF sont déplacés à Harwich pour ouvrir de nouveaux canaux nettoyés vers l'Escaut. En décembre, le Speedy est retiré et se rend à Leith pour y être réparé, mais retourne dans sa flottille à Harwich en mai 1945, juste au moment où la guerre se termine en Europe.

### Après-guerre
Le Speedy participe aux opérations de déminage en mer du Nord après la fin de la guerre, mais il est désactivé en juin 1946 et vendu à la marine marchande le 5 novembre de la même année. Rebaptisé Speedon, il fut mis au rebut à Aden en 1957.

### Participation auxconvois
Le Speedy a navigué avec les convois suivants au cours de sa carrière:
1. Convoi BB 76
2. Convoi Harpoon
3. Convoi HX 141
4. Convoi MKF 28
5. Convoi MKS 21
6. Convoi MKS 21G
7. Convoi MW 19
8. Convoi OB 312
9. Convoi ON 8
10. Convoi PQ 2
11. Convoi PQ 3
12. Convoi PQ 4
13. Convoi PQ 14
14. Convoi QP 3
15. Convoi QP 3
16. Convoi SC 28
17. Convoi SC 40

### Commandement
- Lieutenant Commander (Lt.Cdr.) John Curthoys Richards (RN) de avril 1939 au 10 décembre 1940
- Lieutenant (Lt.) Andrew Edward Doran (RN) du 10 décembre 1940 au 19 mars 1941
- Lieutenant (Lt.) John Geoffrey Brookes (RN) du 19 mars 1941 à mai 1943
- Lieutenant Commander (Lt.Cdr.) Andrew Edward Doran (RN) de mai 1943 au 7 juillet 1943
- A/Lieutenant Commander (A/Lt.Cdr.)  Henry Joseph Alexander Savil Jerome (RN) du 7 juillet 1943 à octobre 1943
- A/Lieutenant Commander (A/Lt.Cdr.) Wilfred Louis Gerard Dutton (RNR) du 1er mars 1944 au fin 1945